# 柏原収史
柏原 収史（かしわばら しゅうじ、本名同じ、1978年12月23日 - ）は、日本の俳優、ミュージシャン、実業家。山梨県甲府市出身。メリーゴーランド所属。
身長174cm、体重65kg。兄は元俳優の柏原崇。

## 略歴・人物
1993年、兄である柏原崇の「ジュノン・スーパーボーイ・コンテスト」の最終オーディションを見に来ていたところをスカウトされ、芸能界入り。当時の所属事務所は「トライストーン・エンタテイメント」。
1994年、テレビドラマ『人間・失格〜たとえばぼくが死んだら』で俳優デビュー。
1998年、読売テレビ制作のテレビドラマ『凍りつく夏』で、幼児期に親より虐待を受けたために、成長してからもそのトラウマから脱却できない少年の役を演じる。
2000年に公開された映画『スリ』（黒木和雄監督）で第10回日本映画批評家大賞・新人賞を受賞。
兄の崇とはファミリーマートのCMで共演したり、ロックバンドNo'whereを結成（活動休止中）したりしている。No'whereの活動休止後、2001年にNESMITHとSTEELを結成した（2002年に活動休止）。
2003年、兄と同じ芸能事務所「メリーゴーランド」へ移籍。
2007年、生田斗真主演の舞台『ヴェローナの二紳士』でプロテュース役で舞台デビューする。
アーティストへの楽曲提供や、2011年にABOTTOレオと共に結成した音楽プロデュースユニットShAboとしてプロデュース活動や、映画・ドラマなどの劇伴音楽制作も行っている。
2011年、親友でもあるチュートリアルの徳井義実をヴォーカルに迎え、バンド「鶯谷フィルハーモニー」を結成。
2015年、1月にメジャーデビューしたぽっちゃりアイドルグループ「P♡ttya」(2017年12月解散)のプロデュース。
2017年「燈火の中、貴方を想う」にて自身初の舞台演出。以後、福岡を拠点に活動するエンターテイメントグループ「トキヲイキル」を中心にした多数の舞台演出を手懸ける。
2017年よりローラースケートアイドル「Spindle」をサウンドプロデュース（2022年6月18日解散）。
2018年より175RのISAKICKとアイドルグループ「ぽじてぃ部」をプロデュース（現在は解散）。
2019年3月より、ISAKICKと船橋市のご当地アイドル「himawari(船橋)(旧・船橋ひまわり娘)」をサウンドプロデュース。
2019年5月1日午前11時15分、東日本大震災の復興支援で出会った宮城県山元町のイチゴ農家の協力のもと、浅草に苺スイーツの専門店「浅草苺座」を開店。それは番組で数回紹介されたことがあり、こちらには本人も登場している。

## 出演

### テレビドラマ
- 人間・失格〜たとえばぼくが死んだら（1994年、TBS） - 三年A組生徒 役
- ナースのお仕事 第11話（1996年、フジテレビ） - 松原雄一 役
- ふたり（1997年、テレビ朝日） - 杉本光太 役
- ねらわれた学園（1997年、テレビ東京） - 関耕児 役
- Dの遺伝子 最終回スペシャル（1997年、フジテレビ） - 八代圭一 役
- いとしの未来ちゃん ニューシネマパラダイス（1997年、テレビ朝日）
- ジェリー イン ザ メリィゴーラウンド（1998年、テレビ東京） - ヒデキ 役
- 凍りつく夏（1998年、読売テレビ） - 及川正樹 役
- 少年・15才（1998年、テレビ朝日）
- ランデヴー(1998年、TBS) - No'Whereメンバーとして
- 美少女H2 「Over The Window」（1999年、フジテレビ）- 小野 役
- 天使のお仕事 第11話 - 第12話（1999年、フジテレビ） - 木暮 役
- 腕まくり看護婦物語9（1999年、フジテレビ）
- 教習所物語SP（1999年、TBS） - 関崎聡 役
- 週末婚 第11話 - 12話（1999年、TBS） - ホストクラブの同僚 役
- YASHA-夜叉-（2000年、テレビ朝日） - 永江茂市 役
- 長い夢（2000年、テレビ朝日） - 向田哲郎 役
- 百年の物語（2000年、TBS） - 戸倉耕作（青年時代） 役
- もう一度キス（2000年、NHK総合） - 本田昭典 役
- 海図のない旅（2002年、NHK総合） - 田島洋平 役
- バクハ ドット コム（2002年、BS-i）
- 成り上がり（2002年、フジテレビ） - 木原敏雄役
- 恋する日曜日「見つめていたい 〜トワイライトアベニュー〜」（2003年、BS-i） - 小林雅人 役
- タイムリミット （2003年6月25日、TBS） - 宮下刑事 役 [4]
- Dr.コトー診療所 第7話（2003年、フジテレビ） - 古川徹 役
- すいか 第6話（2003年、日本テレビ） - 乾克由 役
- エースをねらえ!（2004年、テレビ朝日） - 千葉鷹志 役
- オーダーメイド〜幸せ色の紳士服店〜（2004年、NHK総合） - 錦清晴 役
- 世にも奇妙な物語 春の特別編「誘い水」（2004年、フジテレビ） - 田島 役
- 87% 私の5年生存率（2005年1月12日 - 3月16日、日本テレビ） - 三沢卓 役
- Mの悲劇（2005年、TBS） - 相原亘 役
- 離婚弁護士II 第9話（2005年、フジテレビ） - 大谷俊哉 役
- 名探偵赤冨士鷹〜愛しのサンドリヨン（2005年、NHK総合） - 夏木虎男 役
- 家族たちの明日 第3話「最後の贈りもの」（2006年、フジテレビ）  - 菅尾吉崇 役
- アンナさんのおまめ（2006年10月13日 - 12月15日、テレビ朝日） - 坂上恭太郎 役
- セレンディップの奇跡（2007年、日本テレビ） - 堀井豊 役
- 死ぬかと思った Case5「同窓会」（2007年、日本テレビ） - 主演・町田聡 役
- パパとムスメの7日間 第3、4、6、7話（2007年、TBS） - 梶野勇児 役
- 陽炎の辻〜居眠り磐音 江戸双紙〜 第1話（2007年、NHK総合） - 河出慎之輔 役
- ファースト・キス 第3話（2007年、フジテレビ） - 後藤翼（美緒の初恋の相手）役
- まるまるちびまる子ちゃん 第21話（2007年、フジテレビ） - 宮崎 役
- ルパンの消息 (2008年、WOWOW) - 橘 宗一 役
- 相棒（テレビ朝日）
  - Season6 第10話「寝台特急カシオペア殺人事件！」（2008年1月1日） - 根元尚吾 役
  - season19 第8話「一夜の夢」（2020年12月2日） - 宇野健介　役
- 徳川家康と三人の女（2008年3月15日、テレビ朝日） - 徳川信康 役
- ドラマW 扉は閉ざされたまま（2008年3月29日、WOWOW） - 石丸孝平 役
- トップセールス 第4話（2008年5月3日、NHK総合） - 小峰雄二 役
- 科捜研の女（テレビ朝日）
  - 新・科捜研の女4 第4話「脳指紋は語る！7年前に見た殺人現場!!」（2008年5月15日） - 星野亮輔 役
  - Season19 第29話「銭湯アイドルの秘密」（2020年2月6日） - 十文字政宗  役[5]
- ツジツマ マゼンタに気をつけろ（2008年9月26日、テレビ朝日） - 水島誠也 役
- 夢をかなえるゾウ「女の幸せ篇」（2008年10月2日 - 12月25日、読売テレビ） - 近藤至 役
- RESCUE〜特別高度救助隊 (2009年1月24日 - 3月21日、TBS) - 不動忠志 役
- DOOR TO DOOR〜僕は脳性まひのトップセールスマン〜（2009年3月29日、TBS）
- ムーラン's エンジェル（2009年、台湾ドラマ、原題「木蘭花」）※スザンヌ・シャオの不祥事により放送中止
- メイド刑事 MISSION5（2009年7月31日、テレビ朝日）
- ドラマスペシャル「断絶」（2009年10月3日、テレビ朝日） - 坂東智也 役
- 土曜ワイド劇場「西村京太郎トラベルミステリー53」（2010年2月6日、テレビ朝日） - 佐久間有也 役
- 第9回文芸社ドラマスペシャル「ペーパー離婚〜娘の結婚VS親の離婚〜」（2010年2月7日、テレビ朝日） - 瀬川勝己 役
- ドラマW 横山秀夫サスペンス 「誤報」（2010年3月14日、WOWOW) - 湯沢剛 役
  - 「自伝」（2010年3月28日、WOWOW） - 湯沢剛 役
- 新参者 第2章 第5章 最終章（2010年5月16日、TBS） - 篠塚拓 役
- 警視庁失踪人捜査課 第9話（2010年6月11日、テレビ朝日） - 赤石透 役
- 金曜プレステージ（フジテレビ）
  - 外科医 鳩村周五郎 血塗られた挑戦状III（2010年9月17日） - 館山直紀 役
  - 産科医大 大河内あかね（2010年12月3日） - 八重樫研修医 役
  - 推理作家・池加代子 〜殺しのシナリオ〜（2012年5月18日） - 早乙女荘助刑事 役
  - episode2 〜殺しの文学賞〜 （2013年7月26日） - 早乙女荘助刑事 役
  - 屍活師〜女王の法医学〜（2013年9月27日） - 遠山俊平 役
- 連続テレビ小説（NHK総合）
  - てっぱん（2010年9月27日 - 2011年4月2日） - 岩崎潤 役
    - てっぱん 番外編「イブ・ラブ・ライブ」（2011年12月24日）

  - マッサン114話、120話、121話、133話（2014年9月29日 - 2015年3月28日） - 帝国海軍士官 役
  - あさが来た 4話、22話、28話、31話、32話、51話、52話、67話、75話、76話、77話 - （2015年9月28日 - 2016年4月2日） - 大久保利通 役
- ギルティ 悪魔と契約した女 第9話 - 11話（2010年、関西テレビ） - 三沢隼 役
- LADY〜最後の犯罪プロファイル〜 第2話（2011年、TBS）
- ドン★キホーテ 第4話（2011年7月30日、日本テレビ） - 森口真一 役
- 名探偵コナン 工藤新一への挑戦状 第12話（2011年9月22日、読売テレビ） - 長谷川亮介 役
- HUNTER〜その女たち、賞金稼ぎ〜 第6話（2011年11月15日、関西テレビ） - 持田の兄 役
- ステップファザー・ステップ 第10話（2012年3月13日、TBS） - 佐藤（有村洋一） 役
- 都市伝説の女 第1話（2012年4月13日、テレビ朝日） - 萩野亮一 役
- 新・おみやさん 第8話（2012年6月7日、テレビ朝日） - 倉橋大樹 役
- 月曜ゴールデン 守護神・ボディーガード 進藤輝（2012年6月11日、TBS） - 真壁直史 役
  - Episode2（2013年7月22日）
  - Episode3（2014年6月9日）
  - Episode4  (2015年7月13日)
- 松本清張没後20年特別企画 ドラマスペシャル 波の塔（2012年6月23日、テレビ朝日） - 佐藤検事（東京地検） 役
- 走馬灯株式会社 第2話（2012年7月23日、TBS） - 堤友樹 役
- 黒の女教師 第2話（2012年7月27日、TBS） - 及川淳 役
- ビブリア古書堂の事件手帖 第8話（2013年3月4日、フジテレビ） - 滝野蓮杖 役
- 救命病棟24時 第5シリーズ（2013年7月 - 9月、フジテレビ） - 片岡仁志 役
- 刑事のまなざし 第10話 - 11話（2013年12月9・16日、TBS） - 尾崎秋彦 役
- HAMU－公安警察の男－（2014年1月10日、フジテレビ） - 三池大祐 役
- 水曜ミステリー9「ホテルGメン 具志堅陽子の殺人推理2」（2014年7月23日、テレビ東京） - 立石啓輔 役
- ドラマW 東野圭吾「変身」(2014年7月27日、WOWOW)
- ST 赤と白の捜査ファイル 第6話（2014年8月20日、日本テレビ） - 平戸憲弘 役
- ほっとけない魔女たち 第36 - 39話（2014年10月21日 - 24日、東海テレビ） - 相沢広太 役
- DOCTORS3 最強の名医 第5話（2015年2月5日、テレビ朝日） - 小金沢春樹 役
- 赤と黒のゲキジョー 三面記事の女たち -愛の巣-（2015年2月20日、フジテレビ） - 荒井智博 役
- 天使のナイフ（2015年2月 - 3月、WOWOW） - バーテンダー 役
- ドS刑事 第5話（2015年5月9日、日本テレビ） - 脇本司 役
- 探偵の探偵（2015年、フジテレビ） - 織田哲哉 役
- デスノート 第6話 - 第7話（2015年、日本テレビ） - 火口卿介 役
- 素敵な選TAXI SPECIAL〜湯けむり連続選択肢〜（2016年4月5日、関西テレビ・フジテレビ） - 下田刑事 役
- 鼠、江戸を疾る2 第5話（2016年5月12日、NHK総合） - 牧野総之介 役
- 沈まぬ太陽 第二部（2016年7月10日 - 9月25日、WOWOW） - 安藤 役
- 北海道警事件ファイル 警部補 五条聖子5 ～旭川・美瑛・知床　幻のエゾオオカミの謎～(2017年3月19日、テレビ東京)　- 朝比奈信吾 役
- 4号警備 第5話（2017年5月6日、NHK総合） - 馬場啓介 役
- あいの結婚相談所 第2話（2017年8月4日 テレビ朝日） - 奥崎亮輔 役
- 全力失踪 第4回「流れ者の楽団員!?」（2017年9月24日、NHK BSプレミアム） - 西村大吾 役
- ハケンのキャバ嬢・彩華 第2話 (2017年10月23日、朝日放送[注 1]） - 友田義弘 役[6][7][8]
- 不発弾〜ブラックマネーを操る男〜 第1話（2018年6月10日、WOWOW） - 境貴明 役
- 大河ドラマ 西郷どん（2018年、NHK総合） - 松平容保 役
- 夕凪の街 桜の国（2018年8月6日、NHK総合） - 石川凪生 役
- 西村京太郎サスペンス 「十津川警部シリーズ7」 浜名湖殺人ルート（2018年12月10日、TBS） - 佐伯義之 役
- 執事 西園寺の名推理2 第7話（2019年6月7日、テレビ東京） - 桶川貞則 役
- 歪んだ波紋（2019年11月3日 - 12月22日、NHK BSプレミアム） - 野村新一 役
- リカ 第5話 - 第7話 （2019年11月9日 - 23日、東海テレビ ・フジテレビ） - 原田信也 役
- 未解決の女 警視庁文書捜査官 シーズン2 第1話「熱血&頭脳派刑事コンビが復活!! 文書改ざんと不倫女優の点と線!? 空白5年の連続殺人…涙の結末」（2020年8月6日、テレビ朝日） - 高柳直也　役
- 世にも奇妙な君物語 第4話「13.5文字しか集中して読めな」 (2021年3月26日、WOWOW)  - 岡田安則 役
- 警視庁・捜査一課長 season5 第4話（2021年5月6日、テレビ朝日） - 渡会健斗 役
- らせんの迷宮〜DNA科学捜査〜 第6話（2021年11月19日、テレビ東京） - 田丸哲也 役
- 仮面ライダーリバイス（テレビ朝日） - 灰谷天彦 / プラナリア・デッドマン 役
  - 第11話「無敵のさくら、何のための力」（2021年11月21日）
  - 第12話「弱さは強さ!? 無敵のジャンヌ」（2021年11月28日）
  - 第13話「フェニックス危機一髪！」（2021年12月5日）
  - 第14話「司令官は…デッドマン!?」（2021年12月12日）
  - 第15話「撲滅！対決！デッドマンズ！」（2021年12月19日）
- ドラマW 正体 第2話（2022年3月19日、WOWOW） - 矢川直樹 役
- メンタル強め美女白川さん（2022年4月7日 -6月23日、Paravi先行配信/テレビ東京） - 東郷賢吾 役[9]
- 刑事7人 Season8 第2話 (2022年7月20日、テレビ朝日) - 高梨小次郎 役
- テッパチ! 第5話　(2022年8月3日、フジテレビ)　- 入山大吾 役
- 大病院占拠（2023年1月14日 - 3月18日、日本テレビ） - 黄鬼 / 摂津公明 役[10]
- ギフテッド Season1 第2話 - 最終話（2023年8月19日 - 10月1日、フジテレビ） - 林秘影 役[11]
- グレイトギフト 第7話 - 最終話（2024年2月29日 - 3月14日、テレビ朝日）- 北本秀介 役
- Re:リベンジ-欲望の果てに-（2024年4月11日 - 6月20日、フジテレビ）- 佐竹徹 役
- 特捜9 season7 第9話・最終話 (2024年5月29日・6月5日、テレビ朝日) - 出口一郎 役[12]
- スティンガース 警視庁おとり捜査検証室（2025年7月22日 - 、フジテレビ） - 豊浦凌 役[13]
- ドラマW 夜の道標ーある容疑者を巡る記録ー (2025年9月14日 - WOWOW)

### 配信ドラマ
- 素敵な男とブスな女、綺麗な女とゲスな男 (2017年8月18日 - 、AbemaTV)
- ハケンのキャバ嬢・彩華 第2話（2017年10月16日、AbemaTV[注 1]） - 友田義弘 役
- 全裸監督2 第8話 (2021年 Netflix) - 小沢 役
- 縦型ショートドラマ ダレハラ-妻の真実が暴かれる時- (2025年8月1日 BUMP) - 西郷亮介 役

### 映画
- あした（1995年） - 高柳淳 役
- ゲレンデがとけるほど恋したい。（1995年） - 大友八景 役
- ねらわれた学園（1997年） - 関耕児 役
- HAPPY PEOPLE 「ピアスをはずせ！」（1997年） - 池田明 役
- ベル・エポック（1998年） - 森本研 役
- hood'（1998年） - 主演・稲森ミチオ 役
- 晴レタ日ニハ…（1999年） - 一也 役
- スリ（2000年） - 布部一樹 役
- 非・バランス（2001年） - ヒース役
- 銃声 LAST DROP OF BLOOD（2003年） - 江村隆 役
- 月の砂漠（2003年） - キーチ役
- Seventh Anniversary（2003年） - 天平 役
- 渋谷怪談（2004年） - 宮野良平 役
- 丹下左膳 -百万両の壷-（2004年） - 鈴川十郎 役
- きょうのできごと（2004年） - 正道 役
- オーバードライヴ（2004年） - 主演・麻田弦 役
- 血と骨（2004年） - 張賛明 役
- 二番目の彼女（2004年） - スターA 役
- voices（ヴォイシズ）（2005年） - フリーライターの青年 役
- 探偵事務所5〜5ナンバーで呼ばれる探偵達の物語〜（2005年） - 探偵596（現511） 役
- ルナハイツ(2005年12月24日公開) - 南條隼人 役
  - ルナハイツ2（2006年12月23日公開） - 南條隼人 役
- カミュなんて知らない（2006年） - 松川直樹 役
- ドリフト（2006年） - 主演・南真一 役
- ドリフト2（2006年） - 主演・南真一 役
- 日本以外全部沈没（2006年） - 古賀 役
- 出口のない海（2006年） - 佐久間安吉 役
- ありがとう（2006年） - 中岡史郎 役
- ドリフト3 鷹（2007年） - 南真一 役※友情出演
- 人魚姫と王子（2007年） - 高瀬 役
- YOSHIMOTO DIRECTOR'S 100 〜100人が映画撮りました〜 徳井義実監督作品「nijiko」（2007年） - shinichiro 役
- 伊賀の乱 拘束（2007年） - 盲目の伊賀忍・李局 役
- 夕映え少女「むすめごころ」（2008年） - 武 役
- どこに行くの?（2008年） - 主演・立花アキラ 役
- クレーマー case1（2008年） - 主演・継村尚人 役
- 休暇（2008年） - 大塚敬太 役
- 戦国 伊賀の乱（2009年） - 三者 役
- THE CODE/暗号（2009年） - 探偵511 役※友情出演
- 僕らのワンダフルデイズ（2009年） - 湯川英生 役
- 黄昏のビギン (2009年) -　片岡　役
- 大強盗〜ギャングな奴ら〜 (2009年) アキオ 役
- アイ・アム I am.（2010年） - 川尻周 役
- 青春マンダラー! (2010年) - 聡　役
- 28 1/2 妄想の巨人（2010年） - 言子の同棲相手 役
- 忍邪 (2010年) -埋火(UZUMIBI) 役
- ロック 〜わんこの島〜（2011年） - 福田喜一 役
- AVN/エイリアンvsニンジャ（2011年）
- 12twelve 天願大介の12幕 その4 / 12(2012年)
- つやのよる（2013年）
- 彼らが本気で編むときは、（2017年） - ヨシオ 役
- 波乗りオフィスへようこそ（2019年4月公開） - 久米健一 役
- WALKING MAN（2019年10月11日公開） - 山本さん 役
- 信虎（2021年11月12日公開） - 柳澤保明（吉保）役
- 鳩のごとく　蛇のごとく　斜陽 (2022年11月4日公開) - 二宮巡査部長 役
- おまえの罪を自白しろ（2023年10月20日公開）- 寺中勲 役[14]
- ザギンでシースー!？ (2024年8月30日公開) - 白鳥蓮(下井草太助) 役
- 日本統一外伝 山崎組〜ジョウジと愉快な仲間たち〜 (DVD作品/2024年6月25日発売)
- こんな事があった（2025年9月13日公開予定）[15]

### ネットシネマ
- 探偵事務所5「5を継ぐ者達（前・後編）」 （2005年）※主演　596
- 探偵事務所5 「ログ・イン」（2005年）
- 探偵事務所5 「野良犬（前・後編）」（2006年）※主演　511
- 探偵事務所5 「終わらない別れ」（2006年）※主演
- 探偵事務所5 2nd season「カインとアベル」全4話（2007年）※主演
- 探偵事務所5 2nd season「カウントダウン〜一本の線」（2007年）※主演
- 探偵事務所5 2nd season「カウントダウン〜グラウンドゼロ」（2007年）
- Jamp!－私のベンチャー日記－（2007年、2話、4 - 8話）

### 舞台
- ヴェローナの二紳士（2007年10月5日 - 14日、27 - 28日） - プロテュース 役
- 箱の中の女（2008年12月10日 - 25日）
- あの頃僕らはペニーレインで (2014年5月3日 - 6日)

### ラジオ
- 東海ラジオミッドナイトスペシャル「柏原収史の次行ってみよう!」（東海ラジオ)
- 東海ラジオミッドナイトスペシャル「ネスミス・収史、STEELの宅急便です」（東海ラジオ）
- 円都通信 ラジオドラマ「虹の女神」（岸田智也役） （2005年、JFN系ラジオ）
- FMシアター ラジオドラマ「雨」（2006年12月16日、NHK-FM中部地区）
- FMシアター ラジオドラマ「雨」（2007年、NHK-FM）
- 最終映像 -FINAL CUT- マンスリーナレーション（2007年2月、JFN系列30局ネット）
- FM FUJI 「MUSiC HUNGRY」 天野なつとのダブルパーソナリティー(2022年10月〜)

### テレビ番組
- 世界ウルルン滞在記 ガーナ篇（2003年、毎日放送）
- にっぽん清流 ワンダフル紀行（2006年、NHK BShi）
- 歴史秘話ヒストリア（NHK総合）
  - わたしが愛した光源氏〜『源氏物語』女たちのドラマ〜（2011年12月7日） - 光源氏 役
  - 漱石先生と妻と猫『吾輩は猫である』誕生秘話（2015年7月1日） - 夏目漱石 役
- 偉人たちの健康診断 (BSプレミアム　2017年10月11日) - 夏目漱石 役
- THE突破ファイル（日本テレビ）
  - （2019年1月24日） - 横井庄一 役
  - （2019年12月5日） - 永井潜水班長 役

### ミュージック・ビデオ
- 矢井田瞳「マーブル色の日」（東芝EMI）
- FEVER「愛のファイアウォール」（フォーライフミュージックエンタテイメント）
- 水谷豊「カリフォルニア・コネクション」（avex io）※アルバム『TIME CAPSULE』初回限定盤（DVD付）に収録
- it's sunny 「しゅわしゅわLovely」

### CM
- 日立製作所 テープナビ （奥菜恵と共演）
- ファミリーマート（柏原崇・篠原涼子と共演）
- avex  オムニバスアルバム「H20」（2008年）
- Right-On（Web広告）

## 楽曲制作
- No'where
- STEEL
- 鶯谷フィルハーモニー
- リュ・シウォン「ふたりなら」
- 川越シェフ「おコメのお話／カレーライス学校」
- Kae「衝撃ゴウライガン〜光人の誓い〜」「すべて忘れる日」「破牙神ライザー龍」「Be Brave」
- 白鵬＆Kae「アサガオ」
- 新川優愛「de-light」「キラキラ☆」
- P♡ttya「ポ・ポ・ポ・ポチャりん子☆」「バイバイ片想い」「キリキリ☆空想☆ファンタジー」「すきすき♡大好き」「星降る夜に」「フルスピード!」「スーパースペシャルサマーデイズ」「シャララ〜ヒミツのオートマタ〜」「秒速ワンダーランド」「S極ガールとN極ボーイ」「夏の伝説✩」「激情ファイター」「Cl♡ver」
- PPP! PiXiON「brilliant days」「サヨナラ弱虫ハート」
- トキヲイキル「セツナイロ」「空」「トキイキサマー」「キエナイ光」「ミライへ」「STAR AGAIN」「STEP FANTASY」「Brooklyn The hole」 「BLACK JOKER」「無音ダイブ」「Time alive」 「Pandora」 「想像ミライ」　「ソバニール」 「衝動カタルシス」「いつかの空」　「トキノキズナ」
- 伊藤麻希 「Brooklyn The hole」
- 伊藤リスペクト軍団 「セツナイロ」
- spindle「永遠のbest friend」「仮面オフショルダー」「告白ラブゲッチュ」「ミックスジュース」「見つめてストーリー」「水たまりのrainbow」 「tomorrow」「ミライフラグ」
- LANA 「サヨナラザクラ」
- 野本かりあ 「宿命」
- HelloYouth 「ナナイロユース」
- himawari(船橋) (ISAKICKと共同制作) 「この街でキミと」「神話にもなれないまま」 「ずっキュンLOVE」 「ホットカレラテ」 (柏原収史制作)「ひまわりロード」「時ノ調ベ」 「君のいる世界線」 「Go Win Fight!」 「君が全部だ」 「虹色メロディ」
- 天野なつ 「願い」「憂い」「Don’t be shy」「MUSiC HUNGRY」「Sky Flyer」「愛してる」 「Yorimichi」 「anyone」 「Sunrise」 「Take on the world」「Cat Mint」「イタイケなSummer Magic」
- We=MUKASHIBANASHI 「PRAY DANCE」
- 大庭彩歌 「final departure」「かさぶた」「あなたの側に居られる時間」「Good day Good day」
- mikako from Nagie Lane 「12の上で」
- コニー 「Love or Die」
- 星波　「ナナイロ」
- Chelu　「入籍」
- it's sunny 「しゅわしゅわLovely」「これ以上好きになれない」「乙女心♡作動中」
- JADE 「きみだけのコリドー」
- みりーわっぷ 「前髪プリンセス」
- momoca　「あと何回」
- キム・ヨンソク 「君が好きだよ」

劇伴
- 舞台「青年Kの矜持」
- ショートムービー「MATSUZAKI」
- 映画「人魚姫と王子」
- 映画「FUKUSHIMA DAY」
- ドラマ「衝撃ゴウライガン」
- 舞台 ウルトラマンション「なんくるサーファー」
- 舞台 ウルトラマンション「シブヤクチュアリー」
- 舞台 ウルトラマンション「梅雨のむらさき」
- 舞台 劇団Rexy「お江戸のおもちゃ」(2019年11/7〜11/10)
- 舞台 「戦国学園〜令和決戦!天下取り〜」(2020年3/13〜3/18)
- 舞台 ウルトラマンション 「浅草いちご座物語」 (2021年6/24〜6/29予定)
- 舞台 ウルトラマンション&トキヲイキル コラボ公演 「うらがわの事件簿」東京公演(2021年5/19〜23)
- 舞台 ウルトラマンション&トキヲイキル コラボ公演 「うらがわの事件簿」福岡公演(2021年3/24〜28)
- 舞台　Reading Theater【心理試験】製作委員会・オープンロード主催　「心理試験」 (2021年6/10〜6/13) (2021年9/23、9/25、9/26)
- シチュエーション朗読劇『通勤彼氏』実行委員会・オープンロード主催「Love on Ride～通勤彼氏」 (2021年8/6〜8/11)
- 舞台 トリプルコア 「卒業後の温め方」(2021年12/22〜12/26)
- 朗読劇『銀河鉄道の夜』実行委員会主催 「銀河鉄道の夜」　(2022年2/11〜2/14)
- 舞台『Home』製作委員会主催　「Home」 (2022年3/17〜3/21)
- 株式会社ERreA produce企画・制作　「君の横はあったかい」 (2022年5/11〜5/15)
- Rise Communication主催 「永久保貴一の極めて怖い話」 (2022年7月16日〜18日)
- 舞台「オオカミの誘惑」 （2022年7月23日 - 31日、博品館劇場）
- 舞台「ろくでなしコーラス」 (2022年11月2日～11月6日浅草花劇場)※楽曲提供

　　　　　　　　　　　　　　 (2025年6月18日〜6月22日浅草花劇場)※楽曲提供
- トキヲイキル5周年記念公演 「時ヲ生キル」(2022年11月9日〜13日ぽんプラザホール)※楽曲提供
- 舞台 ウルトラマンション 「やさしさよ割れるほど」 (2022年12月21日〜25日)※主題歌提供
- Rise Communication主催 朗読劇  Blue Love Theater「鮫は桜に恋をする」「普通の恋愛」(2023年2月16日〜19日浅草花劇場)
- 『again 〜手が届きそうな遠い未来に〜』実行委員会主催 「again 〜手が届きそうな遠い未来に〜」(2023年5月3日～5月7日浅草花劇場)※エンディングテーマ提供
- Rise Communication主催 「卓球★ウォーズ2023」(2023年6月29日〜7月2日浅草花劇場)※劇中歌提供
- きしPこくーん旗揚げ公演 「冥土inシェアハウス」 (2023年9月13日〜9月17日 ぽんプラザホール)※曲提供
- 舞台 ウルトラマンション 「浅草いちご座物語」 (2023年10月25日〜10月29日 コフレリオ新宿シアター)※楽曲提供
- 舞台『私が天下を取る』製作委員会主催 「私が天下を取る!～憙乃巻～」 (2023年11月23日〜11月26日浅草花劇場)※楽曲提供
- Rise Communication主催 「浅草怪談屋敷『友人に誘われて』」 (2024年7月25日～ 7月28日浅草花劇場)※テーマ曲提供
- 舞台 ウルトラマンション 「くもらない約束」 (2024年9月4日〜8日テアトルBONBON) ※楽曲提供
- トキヲイキル7周年記念公演 「ライブズアクロスタイム」(2024年10月9日〜13日 ぽんプラザホール) ※楽曲提供

舞台演出＆音楽制作
- タタカッテシネ第4.5回公演  『燈火の中、貴方を想ふ』 (2017年12/6〜12/10)
- トキヲイキル第2回公演 『燈火の中、貴方を想ふ』 (2018年4/11〜4/15)
- タタカッテシネ&トキヲイキル合同公演『瀬戸内少女ラジオ局』東京公演(2018年7/11〜7/16)
- タタカッテシネ&トキヲイキル合同公演『瀬戸内少女ラジオ局』福岡公演(2018年8/8〜8/12)
- トキヲイキル第4回公演 『STEP STEP STEP』福岡公演(2018年12/12〜12/16)
- トキヲイキル第5回公演『ハコイリムスメのすゝめ』福岡公演(2019年9/11〜9/15)
- トキヲイキル第6回公演『エアガール!』福岡公演(2019年12/11〜12/15)
- トキヲイキル第7回公演『検温しましょ』福岡公演(2020年10/14〜10/18)
- トキヲイキル第7回公演『検温しましょ』東京公演(2021年1/20〜1/24)
- トキヲイキルプロデュース公演 『雨夜の星屑』(2021年11/24〜11/28)
- 舞台「ろくでなしコーラス」 (2024年3月20日～3月24日 浅草花劇場)
- ミュージカル『マイ・バケットリスト』 (2025年3月20日〜3月23日 浅草花劇場)

ライブ演出
- THE HOOPERS『TOUR FANTASIA 2018 -夢のトビラ-』
- THE HOOPERS『FANTASIC SHOW～永遠にとけない魔法～』

楽曲提供イベント
- 声の観覧車　『スイートダイアモンド』『スイートサファイア』『スイートエメラルド』(2021年)名古屋・栄 観覧車Sky-Boat